# 自由同和会
自由同和会（じゆうどうわかい、英: Liberal Dowa Association）とは、融和運動団体であり、自民党と連帯している保守系(右派系)の同和団体。同和団体としては、全国規模の組織として日本で最初に結成された「帝国公道会」の流れを汲み、左派系の部落解放同盟、日本共産党と連携する全国地域人権運動総連合と覇を争う同和系政府交渉団体の一つ。旧称、全国自由同和会。旧略称、全自同。中央本部を東京都千代田区平河町2丁目3番地2号に置く。友好団体として、社団法人LGBT理解増進会がある。

## 概要
1980年代前半、全日本同和会（略称、同和会）による暴力を背景とした利権漁りなど不祥事（1981年に発覚した松尾会長などが部落解放同盟福岡県連合会と共に起こした北九州土地転がし事件など。）の発覚が相次いだ。そのため、1985年には同和会から四国四県の県連や岐阜県などの複数の県連組織が除名、あるいは脱退によって自立組織となった。1986年7月20日にこれらが結束し、京都府八幡市文化センターに十都府県から約2000人が集合し、全国自由同和会を結成した。「エセ同和」と「階級闘争」の排除を掲げ、板垣退助、大江卓らによって創設された「帝国公道会」当時の理念（一君万民・四民平等）に立ち返るべきとした。設立前後を知る同会事務局長の平河秀樹によると、新団体を設立するという情報が広まると「ヤクザ連中が派遣され鉄砲玉が飛んでくる」という状況だった。示現舎は、当時の話からも、同和行政と暴力団組織に関連があったと指摘している。自由同和会の設立目的は「同和の正常化」であったが、暴力団、反社組織との断絶は出来ていない。
1986年には、静岡県連も脱退して独立し、全自同に参加。同年から、同和会に替わり地域改善対策協議会の対応団体に指定され、保守系の全国的同和団体として政府から公認されるに至った。平成の初期までは23都府県連に会員数9万8000人を数えると公称している。だが2025年現在では実体として全会員数は500人程度と推定され会長、幹部以下会員は高齢化しているのが実情である。
2003年5月20日に自民党本部8階大ホールにおいて開催した第18回全国大会で、自由同和会に改名することを決議。
日本共産党・全国地域人権運動総連合に近い論者からは、1989年には「良心的な人たちを含め、部落差別の一面的強調や部落排外主義的な方針・主張が目立ち、同和事業依存の傾向も強く、口では暴力・利権を否定しつつも、その点では『解同』と同質である」との批判も受けている。2007年時点には人権擁護法案を推進しており、この点でも部落解放同盟とは大きな違いがないと評されている。
1990年12月には政府の地域改善対策協議会（地対協）に部落解放同盟と共同推薦の委員を送り込み、1991年2月27日には部落解放同盟と共に呼びかけて「同和問題の現状を考える連絡会議」（同現連）を結成した。1992年3月には地域改善対策財政特別措置法（地対財特法）の5年延長を国会で可決させるなど、部落解放同盟との共闘を続けている。
自由同和会幹部らによる以下にあるような不祥事が重なり、全国の幹部や全国の会員らの間で自由同和会への不信感が募り、これらの複数の全国の自由同和会幹部や会員らが中心となり、同和団体、人権団体の健全化を図るため、野崎芳典が代表となり、新たに別団体を立ち上げる事になった。それが現在、東京都台東区上野に東京都本部を置く「自由同和同友会」である。
2020年には、日本政策金融公庫の「新型コロナウイルス感染症特別貸付」制度を使って事業への融資を受けようと公庫職員を脅したとして、職務強要の疑いで、同会兵庫県本部の前会長、ならびに同本部前青年部次長が大阪府警に逮捕された。逮捕容疑は2020年3月27日、正規の審査手続きをせずに6千万円の特別貸付を受けようとし、大阪府守口市の公庫支店で50代男性職員に肩書を記した名刺を出して「金が出えへんかったら分かってるんやろな。差別するんか」などと脅した疑い。
2021年には、同会和歌山県本部代表者が給付金詐欺で逮捕された。1月に貸金業法で逮捕され、2月に持続化給付金詐欺の疑いで再逮捕された事件であった。同年、自由同和会神奈川県本部会長が会社役員を務める不動産会社、新幹線ビルディングの放置していた盛り土が熱海市伊豆山土石流災害の原因となった。
2024年5月には、自由同和会大阪府本部元理事らによる下請け工事の参入強要事件で、同府高槻市発注の工事に入る目的で、職員に因縁をつけて脅迫したとして、職務強要容疑で、同本部の元幹部ら2人が逮捕された。元幹部らは高槻市役所を訪れ、要望が通らなかったことについて、「適当にされたらちょっと違う。バックボーンは自民党。うちの副会長なり会長と市役所にお伺いしなくてはいけないと思う」などと脅した疑いがかけられている。